# Chondrite de type H
Les chondrites ordinaires de type H sont le type de météorite le plus courant. Elles constituent environ 40 % des météorites, 46 % des chondrites ordinaires et 44 % des chondrites. 
Le nom (H pour high, « haut » en anglais) vient de leur abondance en fer, par rapport aux autres chondrites ordinaires. Cet élément représente entre 25 et 31 % du poids. Plus de la moitié est présent sous forme métallique, expliquant le fort magnétisme de ces météorites malgré leur apparence de pierre.

## Origines

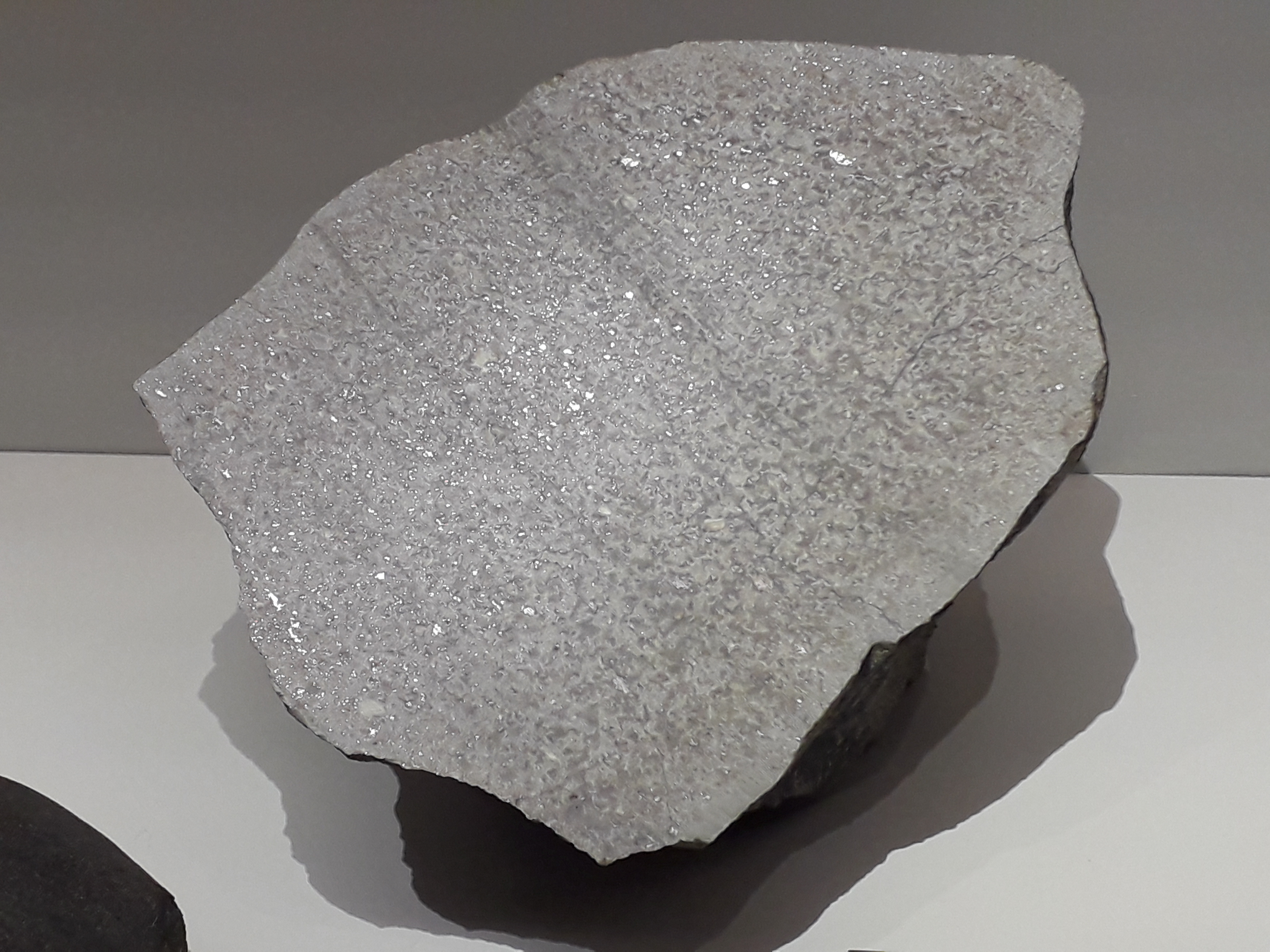
Météorite de Kernouve, une chondrite H6 tombée en France en 1869. Muséum national d'histoire naturelle, Paris.

L’origine probable pour ce groupe est l'astéroïde type S (6) Hébé, avec des candidats moins plausibles qui sont (3) Junon et (7) Iris. Il est probable que ces météorites proviennent d’impacts sur des astéroïdes géocroiseurs arrachés antérieurement de (6) Hébé, plutôt qu’ayant une origine directe de (6) Hébé.